# Болоньезе
Со́ус болонье́зе (итал. ragù alla bolognese) — блюдо итальянского происхождения, разновидность сервировки пасты, а также используемый при такой сервировке мясной соус.
Историческим типом пасты для подачи с соусом болоньезе является длинная плоская лапша тальятелле или короткие виды пасты, например, пассателли. Однако сегодня за пределами Италии соус болоньезе сервируется также и со спагетти или другими видами пасты.

## История
Родиной соуса болоньезе является итальянская провинция Болонья, что отражено в его названии. Первое документальное упоминание соуса-рагу с пастой относится к концу XVIII века и связано с городом Имола вблизи Болоньи и фигурой Альберто Ависи, повара кардинала Грегорио Луиджи Барнаба Кьярамонти, в дальнейшем — римского папы Пия VII.
В самой Италии название «spaghetti alla bolognese» распространилось позже, чем за её пределами. Оно родилось в Америке: первое упоминание об использовании соуса болоньезе с пастой «спагетти» появилось в книге Джулии Лавджой Куниберти (англ. Julia Lovejoy Cuniberti) «Practical Italian recipes for American kitchens» (в переводе с англ. — «Практичные итальянские рецепты для кухонь Америки»), в которой она советовала использовать соус вместе с макаронами или спагетти. Дело в том, что сухие тальятелле по своей структуре очень ломкие и в Америку, в то время, поставляли по большей части спагетти. Успех блюда в Америке был огромен и через пару лет его внесли в меню самых знаменитых ресторанов Нью-Йорка, таких как ресторан гостиницы Hotel Commodore в 1920 году и Moneta’s в 1931 году. Именно тогда это блюдо приобрело всемирную славу.
Сегодня спагетти болоньезе продают в пакетах, банках, а так же в замороженном виде. Крупным производителем консервированных спагетти болоньезе является американская продовольственная компания Heinz, которая изготавливает их с 1960-х годов.
В отличие от других популярных вариантов изготовления пасты, таких как Карбонара, соус болоньезе может использоваться не только в сочетании с пастой, но и в сочетании с картофельным пюре, как наполнитель для лазаньи, а в некоторых случаях его сервируют отдельно, как рагу.

## Приготовление
Рецепт болоньезе, официально рекомендованный делегацией от Болоньи в Итальянской академии кухни (итал. Accademia italiana della cucina), ограничивает состав блюда следующими ингредиентами: говядина, свинина, панчетта, лук, морковь, сельдерей, томаты, мясной бульон, молоко.
В самом упрощённом варианте болоньезе представляет собой мясной фарш в томатном соусе.
Gruppo Virtuale Cuochi Italiani (GVCI) — международное сообщество профессионалов в области итальянской кулинарии, которая каждый год организует Международный день итальянской кухни, в 2010 году выбрала тальятелле алла болоньезе как официальное блюдо этого праздника; мероприятие состоялось 17 января 2010 года, в нём участвовало 450 поваров из 50 стран мира.